# Bezzia affinis
Bezzia affinis är en tvåvingeart som först beskrevs av Rasmus Carl Staeger 1839.  Bezzia affinis ingår i släktet Bezzia och familjen svidknott. Arten är reproducerande i Sverige. Inga underarter finns listade i Catalogue of Life.